# 韩浩霖
韩浩霖，中华人民共和国政治人物、全国脱贫攻坚先进个人。

## 生平
韩浩霖任广东省民政厅政务服务中心综合科科长。因在脱贫攻坚战中作出突出贡献，2021年2月25日全国脱贫攻坚总结表彰大会上，韩浩霖被授予“全国脱贫攻坚先进个人”。